# París-Niça 2006
La París-Niça 2006, 64a edició de la París-Niça, es va disputar entre el 5 i el 12 de març de 2006, formant part de l'UCI ProTour. La cursa fou guanyada per l'estatunidenc Floyd Landis, de l'equip Phonak, amb 9" d'avantatge sobre Patxi Vila.

## Equips participants
En aquesta edició de la París-Niça hi prenen part 21 equips: els 20 ProTour i l'Agritubel convidat per l'organització.
| Núm.    | Codi | Equip                          |
| ------- | ---- | ------------------------------ |
| 1-8     | CSC  | Team CSC                       |
| 11-18   | PHO  | Phonak Hearing Systems         |
| 21-28   | RAB  | Rabobank ProTeam               |
| 31-38   | DVL  | Davitamon-Lotto                |
| 41-48   | LSW  | Liberty Seguros-Würth          |
| 51-58   | GST  | Gerolsteiner                   |
| 61-68   | SDV  | Saunier Duval-Prodir           |
| 71-78   | DSC  | Discovery Channel              |
| 81-88   | C.A  | Crédit Agricole                |
| 91-98   | CEI  | Caisse d'Epargne-Illes Balears |
| 101-108 | COF  | Cofidis                        |

| Núm.    | Codi | Equip                 |
| ------- | ---- | --------------------- |
| 111-118 | QSI  | Quick Step-Innergetic |
| 121-128 | TMO  | T-Mobile Team         |
| 131-138 | LIQ  | Liquigas              |
| 141-148 | LAM  | Lampre-Fondital       |
| 151-158 | BTL  | Bouygues Télécom      |
| 161-168 | MRM  | Team Milram           |
| 171-178 | EUS  | Euskaltel–Euskadi     |
| 181-188 | FDJ  | FDJ                   |
| 191-198 | A2R  | AG2R Prévoyance       |
| 201-208 | AGR  | Agritubel             |

## Resultats de les etapes
| Etapes | Data       | Recorregut                        | Km       | Vencedor d'etapa  | Líder de la general |
| ------ | ---------- | --------------------------------- | -------- | ----------------- | ------------------- |
| Pr.    | 5 de març  | Issy-les-Moulineaux               | 4,8 km   | Bobby Julich      | Bobby Julich        |
| 1a     | 6 de març  | Villemandeur-Saint-Amand-Montrond | 193 km   | Tom Boonen        | Tom Boonen          |
| 2a     | 7 de març  | Cérilly-Belleville                | 200 km   | Tom Boonen        | Tom Boonen          |
| 3a     | 8 de març  | Juliénas-Saint-Étienne            | 170 km   | Patxi Vila        | Floyd Landis        |
| 4a     | 9 de març  | Saint-Étienne-Rasteau             | 193 km   | Tom Boonen        | Floyd Landis        |
| 5a     | 10 de març | Avignon-Digne-les-Bains           | 201,5 km | Joaquim Rodríguez | Floyd Landis        |
| 6a     | 11 de març | Digne-les-Bains-Cannes            | 179 km   | Andrei Kàixetxkin | Floyd Landis        |
| 7a     | 12 de març | Niça-Niça                         | 135 km   | Markus Zberg      | Floyd Landis        |

## Classificacions finals

### Classificació general
|    | Ciclista          | Equip                          | Temps       |
| -- | ----------------- | ------------------------------ | ----------- |
| 1  | Floyd Landis      | Phonak                         | 31h 54' 41" |
| 2  | Patxi Vila        | Lampre-Fondital                | + 9"        |
| 3  | Antoni Colom      | Caisse d'Epargne-Illes Balears | + 1' 05"    |
| 4  | Samuel Sánchez    | Euskaltel-Euskadi              | + 1' 13"    |
| 5  | Fränk Schleck     | Team CSC                       | + 1' 13"    |
| 6  | José Azevedo      | Discovery Channel              | + 1' 35"    |
| 7  | Erik Dekker       | Rabobank ProTeam               | + 1' 38"    |
| 8  | Pietro Caucchioli | Crédit Agricole                | + 1' 39"    |
| 9  | José Luis Rubiera | Discovery Channel              | + 1' 40"    |
| 10 | Chris Horner      | Predictor-Lotto                | + 1' 43"    |

|   | Ciclista           | Equip                          | Punts |
| - | ------------------ | ------------------------------ | ----- |
| 1 | David Moncoutié    | Cofidis                        | 51    |
| 2 | Christophe Laurent | Agritubel                      | 42    |
| 3 | Joaquim Rodríguez  | Caisse d'Epargne-Illes Balears | 39    |

|   | Ciclista       | Equip             | Punts |
| - | -------------- | ----------------- | ----- |
| 1 | Samuel Sánchez | Euskaltel-Euskadi | 66    |
| 2 | Sandy Casar    | FDJ               | 63    |
| 3 | Jérôme Pineau  | Bouygues Telecom  | 52    |

|   | Ciclista          | Equip            | Temps       |
| - | ----------------- | ---------------- | ----------- |
| 1 | Luis León Sánchez | Liberty Seguros  | 31h 58' 11" |
| 2 | Joost Posthuma    | Rabobank ProTeam | + 21"       |
| 3 | Thomas Lövkvist   | FDJ              | + 52"       |

|   | Equip             | País         | Temps       |
| - | ----------------- | ------------ | ----------- |
| 1 | Lampre-Fondital   | Itàlia       | 95h 51' 43" |
| 2 | Discovery Channel | Estats Units | + 3"        |
| 3 | Liberty Seguros   | Espanya      | + 34"       |